# Laikipia
Laikipia – hrabstwo w środkowej Kenii. Dwa główne ośrodki miejskie to Nanyuki na południowym wschodzie i Nyahururu na południowym zachodzie. Jego stolicą jest Rumuruti. Liczy 518,6 tys. mieszkańców. Większość mieszkańców to lud Kikuju. Inne obecne społeczności to Masajowie, Borana, Samburu, Kalendżin, Meru, Somalowie i Turkana. 
Laikipia graniczy z sześcioma hrabstwami: Meru i Nyeri na południu, Nyandarua na południowym zachodzie, Samburu na północy, Isiolo na północnym wschodzie i z Baringo na zachodzie.
Dominującą działalnością gospodarczą jest rolnictwo (hodowla i uprawa). Hrabstwo korzysta również z turystyki ze względu na liczne rezerwaty przyrody i rancza. Jedną z atrakcji jest Wodospad Thomsona.

## Podział administracyjny
Hrabstwo Laikipia składa się z trzech okręgów:
- Laikipia West,
- Laikipia East i
- Laikipia North.

## Religia
Struktura religijna w 2019 roku wg Spisu Powszechnego:
- protestantyzm – 50,9%
- katolicyzm – 28,8%
- niezależne kościoły afrykańskie – 6,9%
- pozostali chrześcijanie – 5,7%
- brak religii – 3,1%
- islam – 1,6%
- tradycyjne religie plemienne – 1,4%
- pozostali – 1,6%.